# Vernon Coaker

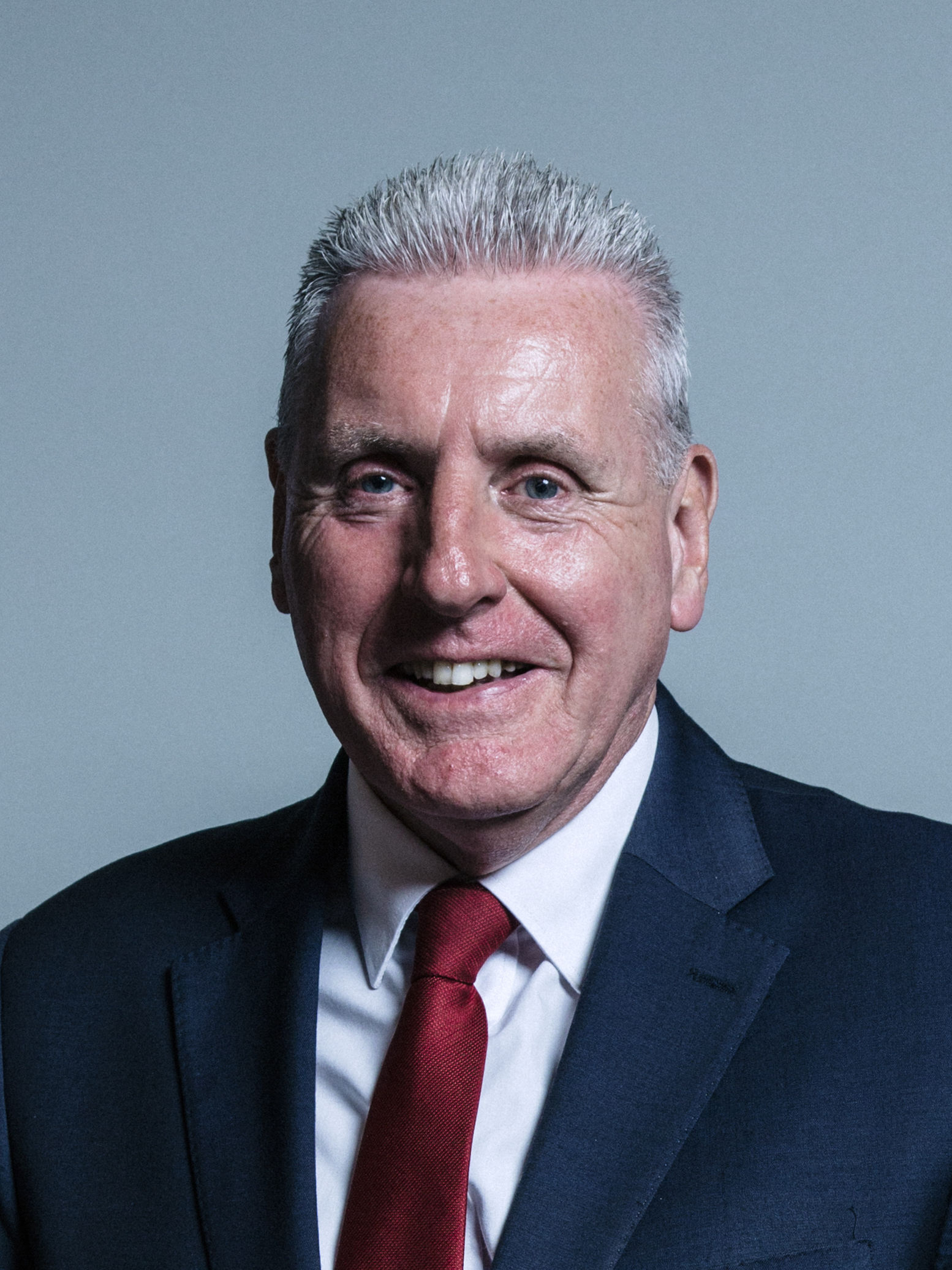
Vernon Coaker

Vernon Rodney Coaker, född 17 juni 1953 i London, är en brittisk parlamentsledamot för Labour. Han representerade valkretsen Gedling i distriktet Gedling mellan valet 1997 och 2019, då han hade rollen som whip. Vernon Coaker är engagerad i miljö- och djurrättsfrågor och motståndare till engelsk rävjakt. Han är också verksam inom Unicef. Han är också aktiv i debatter om utbildning och har tidigare varit lärare och kommunalpolitiker. Innan han blev whip var han Parliamentary Private Secretary åt kulturministern  Tessa Jowell.
Vernon Coaker är gift och har två barn.